# Wieden (Regnitzlosau)
Wieden ist ein Gemeindeteil der Gemeinde Regnitzlosau im Landkreis Hof (Oberfranken, Bayern).

## Geographische Lage
Die Einöde befindet sich 4 km nordwestlich von Regnitzlosau, unmittelbar an der Grenze der Bundesländer Bayern und Sachsen und damit an der ehemaligen innerdeutschen Grenze unweit des Dreiländerecks Bayern-Sachsen-Tschechien. Eine Verbindungsstraße führt von Nentschau über Zech nach Wieden und weiter nach Mittelhammer, Oberzech und Prex.

## Geschichte
Bis zur Teilung Deutschlands und zum fortschreitenden Ausbau der innerdeutschen Grenze gab es die Orte Ober- und Unterwieden. Diese gehörten zur Gemeinde Tiefenbrunn, heute Ortsteil von Eichigt. Der noch bestehende Bauernhof ist der auf bayerischer Seite verbliebene Teil von Unterwieden. Der restliche Teil des Ortes befand sich auf dem Gebiet der Deutschen Demokratischen Republik und wurde 1961 abgerissen. Die Fenster und Türen der Gebäude von Oberwieden wurden zunächst zugemauert und teilten schließlich 1974 das Schicksal von Unterwieden. Die Mehrzahl der Bewohner war frühzeitig aus der DDR in benachbarte bayerische Dörfer geflüchtet.

## Baudenkmal

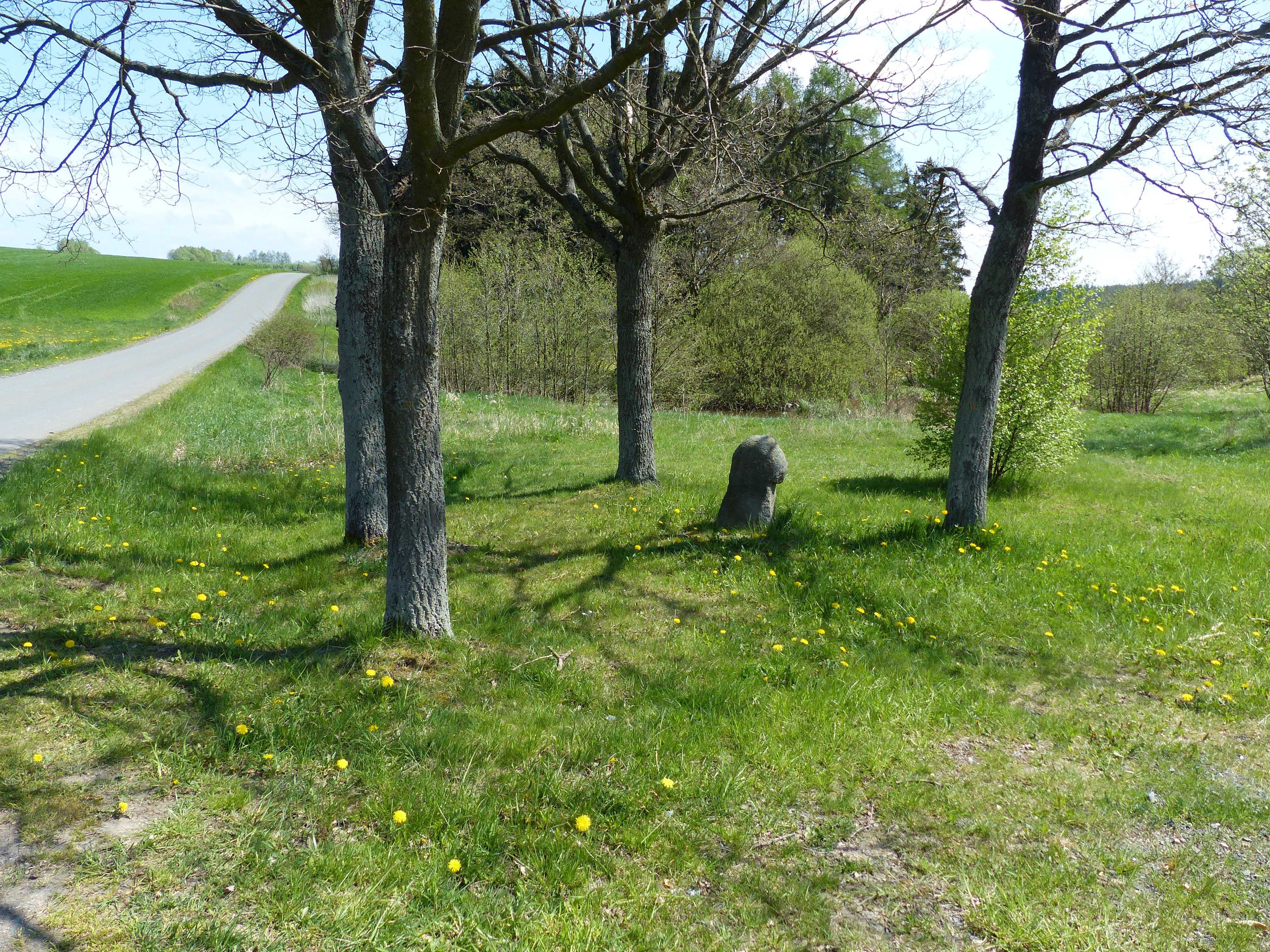
Mittelalterliches Steinkreuz aus Granit an der Straße von Zech nach Wieden

Unter Denkmalschutz steht ein mittelalterliches Steinkreuz in der Nähe des Steinseifelbächleins. →Liste der Baudenkmäler in Regnitzlosau#Wieden